# 送達
送達（そうたつ、service）とは、訴訟法においては裁判所が正式に裁判の関係者に対して、訴訟に関する書類を送付することをいい、行政法（特に税法）においては、官庁から行政処分の対象者への書類の送付をいう。
この項では、法律用語としての送達について解説する。
訴訟法においては、送達の制度は当事者送達主義と職権送達主義に分かれる。当事者送達主義においては、送達は原告の責任において行う制度であり、ドイツなどのEU諸国やアメリカに見られる。原告が相手方当事者に訴状を送達することが認められている（直接送達）。訴訟繋属は送達の時からである。職権送達主義においては、送達は裁判所の職権によって行う制度であり、日本に見られる。この違いは特に国際民事訴訟において現れる。送達に関わる国際条約としてハーグ条約などがある。ハーグ条約について日本政府は2018年12月21日、ハーグ送達条約10条(a)への拒否宣言を行った。
行政法においては、官庁からの送付のみであるため、当事者送達主義と職権送達主義の区別はない。
訴訟法による送達と、行政法における送達の方法は、後述のとおりほとんど同一であるが、用語に微妙な食い違い（特に交付送達に含まれる範囲）があり注意が必要である。

## 日本法の訴訟法における送達
裁判所が裁判権の作用として、当事者その他の訴訟関係人に対し、法定の方式に従い、訴訟上の書類を交付し、又は交付を受ける機会を与えることをいう（民事訴訟法98条以下、刑事訴訟法54条）。刑事訴訟については、刑訴法54条において、民事訴訟法の規定が原則として準用される旨が規定されているため（公示送達を除く）、以下では民事訴訟について解説する。
送達は、裁判所の職権として行われるが、裁判所書記官が取扱い（民訴法98条2項）、原則として、郵便または執行官が実施機関となる（民訴法99条1項）。なお、民事訴訟において、訴訟代理人間がFAX等で準備書面等を送るが、これは、「送付」（民事訴訟規則47条。実務上「直送」という。）であって「送達」ではない。

### 目的
訴訟上の書類を、確実に当事者その他の訴訟関係人に届けることが目的である。訴訟上の期間の計算は、かかる送達が終わらなければ進行しない場合も多い。
送達は、訴訟上必須の手続となることから、郵便などによって送達ができない場合は、やむを得ず最終手段として公示送達（裁判所に公示することによって送達が終わったとする手法、民訴法110条）を用いることも許される。

### 送達場所と送達方法
- 交付送達（民事訴訟法101条、103条1項）

通常は名宛人の住所、居所に特別送達による書留郵便によって送達する。就業場所であってもかまわない。名宛人が私書箱を保有する場合でもそこには留め置かれず、必ず配達される。ただし、民事訴訟の当事者は、送達場所を自ら届け出ることが義務づけられており、届出があった後は、当該届出のあった送達場所に送達しなければならない。上述の「送付」の場合も、この送達場所に送付する。
- 出会送達（民事訴訟法105条）

特別送達による書留郵便が不在で配達郵便局返戻となり郵便局窓口で交付した場合など、名宛場所以外で当事者と出会った場所で送達された場合。
- 補充送達（民事訴訟法106条1項）

名宛人でなくとも、同居人または使用人その他の従業者であって「相当のわきまえのある者」に交付した場合。
- 差置送達（民事訴訟法106条3項）

名宛人の住所、居所において、名宛人が正当な理由なく受領を拒否するときに通常送達すべき場所に書類を差し置く場合。
上記送達実施機関は郵便に従事する職員または執行官（民事訴訟法99条）であり、送達報告書は公務員として作成の公文書となる（民事訴訟法109条）。
- 裁判所書記官による送達（民事訴訟法100条）

裁判所に出向いた当事者および訴訟代理人に送達する場合。
- 書留郵便等に付する送達（民事訴訟法107条1項）

名宛人あて送達に不奏功の場合、民事訴訟法の所定の要件を満たすと裁判所書記官が判断したときに実施し、書留郵便または民間信書便によって発送したときに送達完了とみなす方式。実際に名宛人が受領したかどうかは問わず、送達機関は発送した裁判所書記官となる。
- 公示送達（民事訴訟法110条）

送達場所が知れない場合などの民事訴訟法110条の場合、裁判所書記官が、申立てによって、名宛人あて書類を裁判所に掲示することによる送達方式。2週間経過後は送達の効力が生じる（民事訴訟法112条1項）。名宛人が実際に書類を受領したかどうかは問わない。公示送達の場合は、擬制自白は成立しない（民事訴訟法159条3項ただし書）。

## 日本法の行政法における送達
行政庁から行政処分の対象への文書の送付は、主として税法の分野において送達について規定がされている。この規定の例は次のようなものがある。
１　国税について国税通則法第12条から第14条
２　地方税について　地方税法第20条及び第20条の2
３　関税　関税法第2条の4による国税通則法第12条及び第14条の準用
４　地方公共団体の手数料等の歳入金　地方自治法第234条の3第4項により地方税の例による
とん税及び特別とん税の送達については、法律上特に規定はない。

### 送達場所と送達方法
- 郵便又は信書便による送達

郵便又は信書便による送達には、通常の取扱いによる郵便・信書便のほか、相手方への到達が証明できる簡易書留、書留又は配達証明といった特殊な取扱のこともある。通常の取扱いによる郵便又は信書便によって書類を発送した場合には、その郵便物又は信書便物が通常到達すべきであった時に送達があったものと推定される（国税通則法第12条第2項、地方税法第20条第4項）。この場合には、税務署長などは、その書類の名称、送達を受けるべき者の氏名（法人についてはその名称）、宛先及び発送の年月日が確認できる記録（発送簿）を作成しておかなければならない（国税通則法第12条第3項、地方税法第20条第5項）。裁判の送達と異なり、書留便であることを必須とはしない。
- 交付送達

交付送達は、送達を行う職員が送達を受けるべき者に対して書類を交付することにより行う。この場合には、送達を行う職員は、交付した事績を明確にするため、送達記録書を作成し、これに受領者の署名押印を求める。また、差置送達をした場合には、その旨を記載した送達記録書を作成する（国税通則法施行規則第１条第1項第2号）。訴訟法の場合と異なり、税法の交付送達には郵送送達を含まず、逆に出会送達、補充送達及び差置送達は、交付送達の一種として規定されている。
- 原則的交付送達

送達を行う職員が、送達すべき場所において、その送達を受けるべき者に書類を交付することである（国税通則法第12条第4項本文、地方税法第20条第2項本文）。
- 出会送達

送達を受けるべき者に異議がない場合で、送達すべき場所以外の相手方と出会った場所、その他相手方の了解した場所（例えば勤務先など）で書類を交付することである（国税通則法第12条第4項ただし書、地方税法第20条第2項ただし書）。税務官署に赴いた納税者へ交付する場合も出会送達として扱われる。
- 補充送達

送達すべき場所において、書類の送達を受けるべき者に出会わない場合に、その使用人その他の従業者又は同居の者で、相当のわきまえのあるもの（送達の趣旨を了解し、名宛人に交付されることが期待できる者（送達の趣旨を了解できる未成年者を含む。)に、書類を交付する(国税通則法第12条第5項第1号、地方税法第20条第3項第1号)
- 差置送達

送達を受けるべき者、その使用人、従業者若しくは同居の者が送達すべき場所にいない場合、又はこれらの者が正当な理由がなく書類の受領を拒んだ場合に、上記の交付に代えて、送達すべき場所の玄関内、郵便受箱などにその書類を差し置くことにより送達する(国税通則法第12条第5項第2号、地方税法第20条第3項第2号)。
- 公示送達

公示送達は、書類の送達を受けるべき者の住所及び居所が明らかでない場合、又は外国においてすべき送達につき困難な事情があると認められる場合には、郵便又は信書便による送達及び交付送達に代えて行うもので、送達すべき書類の名称、送達を受けるべき者の氏名及びその書類をいつでも送達を受けるべき者に交付する旨を、税務署などの掲示場に掲示して行う（国税通則法第14条第2項、地方税法第20条の2第2項）